# アポジキックモーター
アポジキックモーター（Apogee Kick Motor, AKM）は、人工衛星の軌道投入に使われる上段の推進装置のことで、アポジモーター（固体ロケットモーター使用時）、またはアポジエンジン（液体エンジン使用時）とも呼ばれている。
衛星下部またはロケット最上部に搭載され、人工衛星を遷移軌道（en:Transfer orbit）から最終軌道（通常は円軌道）へ投入（近地点を上昇）するため、遠地点（アポジ）で噴射が行われる。

## 概要
アポジキックモーターは、例えば人工衛星を静止軌道に打ち上げる際に使われる。静止軌道は高度が高いため、軌道投入は3段階で行われる。一例を挙げると、まず、打ち上げロケットにより低高度（200km）円軌道に乗せ、次いでロケット上段により、最高高度36,000kmの楕円軌道（静止トランスファ軌道）へ遷移（ペリジキック）させる。
最後に、衛星のアポジキックモーターにより、楕円軌道を高高度円軌道へ遷移（アポジキック）させ、静止軌道に乗せ静止衛星とする。赤道以外から打ち上げた場合、そのままでは軌道面が傾いている（種子島の場合、約30度）ので、軌道面（軌道傾斜角）の変更もあわせて行う。
1980年半ばに液体アポジエンジンが登場するまでは、アポジキックモーターには固体燃料ロケットが使用された。その後徐々に液体アポジエンジンの採用が増えたが、現在でも小型の衛星では固体アポジモーターが使われることがある。固体モーターは1回の噴射で一気に静止軌道に投入する。
液体アポジエンジンは、ヒドラジンと四酸化二窒素などを利用する液体燃料ロケットであり、噴射を数回に分けて行い、軌道高度を比較的ゆっくりと上昇させる。固体アポジモーターの場合は1回の噴射で静止軌道に投入するため、大きな推力で噴射する。このためアポジモータ噴射時には衛星の姿勢を安定させるために衛星をスピン回転させて安定させる必要がある。
一方、液体アポジエンジンを使用する場合は、固体モーターほど推力は大きくないため（小推力で長時間の噴射）衛星の姿勢安定も楽になる。このため、三軸姿勢制御を維持しながら噴射を行うことができることから太陽電池パネルも部分展開が可能となり、発生電力もより確保できるなど衛星設計の自由度が増すため、大型衛星では液体アポジエンジンを使用するようになった。
種子島から標準静止トランスファ軌道を使用して静止衛星を打ち上げる場合、アポジキックモーターが必要とする推進剤の質量は、静止軌道に投入できる質量にほぼ匹敵する。そのため、衛星にアポジキックモーターを搭載すると、静止トランスファ軌道への打上げ能力は、衛星本体の質量のほぼ2倍が必要になる。使用されるトランスファ軌道の軌道傾斜角、ひいては射場の緯度が大きい場合、アポジキックモーターに求められる増速度は増大する。H-IIAの高度化では2段目の再々着火が可能なので、高度36,226 kmの遠地点で増速することにより、衛星をより静止軌道へ近いロングコースト静止トランスファ軌道に投入することができる。これにより、衛星のアポジキックモーターに求められる増速度を、射場の緯度が低いアリアンやプロトンで打ち上げる場合のそれと同程度に縮小可能としているが、このトランスファ軌道へ投入できるペイロードは標準軌道より縮小する。

## 姿勢制御・軌道制御との関係
アポジキックモーターとは最終軌道へ向けて、軌道を変えるための推進装置であり、運動量を与える対象が宇宙機の質量そのものであることから、打ち上げよりはるかに小さいとはいえ比較的大きな推力を必要とする。
それに対し、宇宙機の姿勢制御は、3次元的な角度（姿勢）・角速度の修正・変更・維持であり、運動量を与える対象は宇宙機のモーメントであるから、推力は比較的小さくても良く、さらに、推力を得る装置（スラスター）による偶力だけではなく、内部的あるいは外部的にトルク（回転力）を得る装置（モーメンタムホイールや磁気トルカ、リアクションホイールなど）も併用される。大きな外乱が働く軌道制御時や予備の姿勢制御装置としてはスラスターが使用される。
軌道の最終調整や軌道位置の維持には、触媒反応を利用した一液型（ヒドラジン系）スラスターや、イオンエンジンなど比較的低出力のスラスターが利用されている。そのほか、アポジキックモーターを内蔵している衛星で、軌道に乗ったあと運用目的の変更などにより、使い残しの推進剤を利用して軌道を変えた例がある。逆にARTEMISは軌道位置の維持用のイオンエンジンを使用してトランスファー軌道から静止軌道への軌道変更をおこなった。これらの運用は本来の設計用途とはやや異なる。液体アポジエンジンならば、軌道制御用のスラスターと燃料を共用する事もできる。そのためH-IIAの高度化では2段エンジンを再々着火することでアポジキックモーターの役割を肩代わりし、アポジキックモーターで使うはずだった燃料を軌道制御に回すことで軌道制御可能な時間の延長、すなわち衛星の長寿命化を図っている (あるいは軌道遷移に使う燃料が少なく済む分、その重量を衛星本体のミッション機器に割り当てることができる)。あかつきのように、主エンジンのノズル破損という非常事態の打開策ではあったが、姿勢制御用としてある程度の推力を持つスラスターを持っていたことから、姿勢制御用スラスターを長時間噴射することで人工惑星軌道から(金星の)人工衛星軌道への遷移を行った例もある。

## ガンダムにおけるアポジモーター
ガンダムシリーズのアポジモーターという語は「姿勢制御用のバーニア（補助）スラスター」を指す。主に『逆襲のシャア』～『Vガンダム』のMSの設定でこの表記が見られる。かなり早い段階で誤用が指摘されていたが、後の資料では誤用されたまま取り上げられる事が多く、本来の意味で使われることはほぼない。
大型ムック『機動戦士ガンダム公式百科事典 GUNDAM OFFICIALS』の「バーニア」の項目（552-553頁）では、語源となったアポジとは遠地点を指すためバーニアスラスターの通称としては不適当であると指摘されている。
宇宙世紀に執筆された技術研究書という設定の『マスターアーカイブ』では、この現状を踏まえて「（宇宙世紀では）バーニア・スラスターと混同された結果、姿勢変更に使う推進機器を慣例的にアポジモーターと呼ぶようになった」と解釈されており、一例としてヴィクトリーガンダムの小型ミノフスキー・フライト（本書では34基）をアポジ・モーターと表記している。